# Jan Konarzewski
Jan Konarzewski (ur. w 1888 w Mińsku, zm. 11 maja 1919 w Kozłach k. Mińska) – żołnierz samoobrony kresowej i  Wojska Polskiego w II Rzeczypospolitej, kawaler Orderu Virtuti Militari, pośmiertnie awansowany na stopień podporucznika.

## Życiorys
Urodził się w rodzinie Wincentego i Katarzyny z Borowskich. Początkowo żołnierz Konnych Oddziałów Samoobrony w Wilnie, a później 1 szwadronu 13 pułku Ułanów Wileńskich. Będąc w stopniu podchorążego wziął udział w wyprawie na Wilno, a następnie bronił miasta przed bolszewikami. W marcu w składzie Dywizji Podlaskiej uczestniczył w zajęciu Brześcia. Walczył  między Kosowem a Iwacewiczami, oraz na całym szlaku bojowym Dywizji Litewsko-Białoruskiej. Poległ we wsi Kozły. Pochowany został na cmentarzu w Swojatyczach. Za bohaterstwo wykazane w walce odznaczony został pośmiertnie Krzyżem Srebrnym Orderu Virtuti Militari. 27 lutego 1928 mianowany pośmiertnie na stopień podporucznika.
Żonaty z Adolfiną z Jurewiczów, dzieci nie miał.

## Ordery i odznaczenia
- Krzyż Srebrny Orderu Virtuti Militari nr 3571 – 1921[3]